# كين مان
كين مان هو لاعب هوكي الجليد كندي، ولد في 5 سبتمبر 1953 في هاميلتون في كندا.

## وصلات خارجية
- كين مان على موقع دوري الهوكي الوطني (الإنجليزية)
- كين مان على موقع قاعة مشاهير الهوكي (لاعب أن.إتش.أل) (الإنجليزية)
- كين مان على موقع EliteProspects.com (الإنجليزية)
- كين مان على موقع HockeyDB.com (الإنجليزية)
- كين مان على موقع Hockey-Reference.com (الإنجليزية)